# 佐藤光芳
佐藤 光芳（さとう みつよし、1977年10月28日 - ）は、日本の男性総合格闘家。東京都足立区出身。フリーランス。

## 来歴
2000年8月27日、パンクラスでプロデビュー。
2002年1月27日、パンクラスで近藤有己と対戦し、跳び膝蹴りを受け倒れたところにパウンドで追撃され、TKO負けを喫した。
2002年5月28日、パンクラスで美濃輪育久と対戦し、判定勝ちを収めた。
2002年9月8日、DEMOLITION旗揚げ戦で久松勇二と対戦し、判定負けを喫した。
2004年6月20日、日進会館のキックボクシング興行「BRAVE CORE II」で行われた総合格闘技ルールのスペシャルマッチで小西亮輔と対戦し、アンクルホールドで一本勝ち。当初は瀧川リョウと対戦予定であったが、小西に変更された。
2005年1月21日、インドネシアで開催されたTPIファイティング・チャンピオンシップスでガリ・スロソと対戦し、TKO勝ちを収めた。
2005年7月8日、DEEP初参戦となったDEEP 19th IMPACTでMAX宮沢と対戦し、判定負けを喫した。
2005年9月17日、D.O.G初参戦となったD.O.G IIIでデゼボエフ・アスランと対戦し、開始13秒右ストレートでKO負けを喫した。
2006年2月19日、契約上の問題により解雇処分となったことがGRABAKAより発表された。

## 戦績
| 総合格闘技 戦績 | 総合格闘技 戦績 | 総合格闘技 戦績 | 総合格闘技 戦績 | 総合格闘技 戦績 | 総合格闘技 戦績 | 総合格闘技 戦績 |
| --------------- | --------------- | --------------- | --------------- | --------------- | --------------- | --------------- |
| 18 試合         | (T)KO           | 一本            | 判定            | その他          | 引き分け        | 無効試合        |
| 6 勝            | 1               | 3               | 2               | 0               | 3               | 0               |
| 9 敗            | 4               | 1               | 4               | 0               | 3               | 0               |

| 勝敗 | 対戦相手                       | 試合結果                   | 大会名                                  | 開催年月日     |
| ×    | デゼボエフ・アスラン           | 1R 0:13 KO（右ストレート） | D.O.G III                               | 2005年9月17日  |
| △    | MAX宮沢                        | 5分2R終了 判定0-1          | DEEP 19th IMPACT                        | 2005年7月8日   |
| ×    | ケステゥシャス・アルボーシャス | 3R 4:59 KO（パウンド）     | PANCRASE 2005 SPIRAL TOUR               | 2005年2月4日   |
| ○    | ガリ・スロソ                   | 1R 0:50 TKO（顔面パンチ）  | TPIファイティング・チャンピオンシップス | 2005年1月21日  |
| ×    | 白井祐矢                       | 5分2R終了 判定0-2          | PANCRASE 2004 BRAVE TOUR                | 2004年9月24日  |
| ○    | 小西亮輔                       | 2R 2:34 アンクルホールド   | BRAVE CORE II                           | 2004年6月20日  |
| ×    | 内藤征弥                       | 1R 3:30 三角絞め           | PANCRASE 2004 BRAVE TOUR                | 2004年3月29日  |
| △    | 渡辺大介                       | 5分2R終了 判定1-0          | PANCRASE 2003 HYBRID TOUR               | 2003年4月12日  |
| ×    | 渋谷修身                       | 5分3R終了 判定0-3          | PANCRASE 2002 SPIRIT TOUR               | 2002年9月29日  |
| ×    | 久松勇二                       | 5分2R終了 判定0-3          | DEMOLITION                              | 2002年9月8日   |
| ×    | KEI山宮                        | 3R 2:52 TKO（パウンド）    | PANCRASE 2002 SPIRIT TOUR               | 2002年7月28日  |
| ○    | 美濃輪育久                     | 5分3R終了 判定2-0          | PANCRASE 2002 SPIRIT TOUR               | 2002年5月28日  |
| ×    | 近藤有己                       | 2R 0:32 TKO（パウンド）    | PANCRASE 2002 SPIRIT TOUR               | 2002年1月27日  |
| △    | 渡辺大介                       | 5分3R終了 判定1-1          | PANCRASE 2001 PROOF TOUR                | 2001年10月30日 |
| ○    | オマー・ブイシェ               | 2R 1:00 横三角絞め         | PANCRASE 2001 PROOF TOUR                | 2001年7月29日  |
| ○    | 石井大輔                       | 5分3R終了 判定2-0          | PANCRASE 2001 PROOF TOUR                | 2001年3月31日  |
| ×    | 高橋義生                       | 5分3R終了 判定0-3          | PANCRASE 2001 PROOF TOUR                | 2001年2月4日   |
| ○    | マッシブ・イチ                 | 1R 1:24 V1アームロック     | PANCRASE 2000 TRANS TOUR                | 2000年8月27日  |